# Florentina Gómez Miranda
María Florentina Gómez Miranda (Olavarría, 14 de febrero de 1912-Buenos Aires, 1 de agosto de 2011) fue una abogada y política argentina. Recibida de abogada en la Universidad Nacional de La Plata en 1945, un año antes de afiliarse a la Unión Cívica Radical. En 1983 fue elegida diputada nacional y extendió su mandato hasta 1991. Tuvo destacada labor en la lucha por los derechos de la mujer. Fue diputada nacional por la Unión Cívica Radical durante la presidencia del Raúl Alfonsín, destacándose su intervención parlamentaria durante la aprobación de las leyes de patria potestad compartida y de divorcio vincular.

## Labor parlamentaria
En su función de Diputada Nacional, durante el período 1983-1991, presidió la Comisión de Familia, Mujer y Minoridad, donde presentó más de 150 proyectos legislativos. Se destacan la de "autoridad compartida de los padres", "divorcio vincular", "pensión al viudo", "pensión a la cónyuge divorciada", "igualdad de los hijos extramatrimoniales", "derecho de la mujer a seguir usando el apellido de soltera luego de casada" y "pensión de la concubina y concubino".

## Reconocimientos

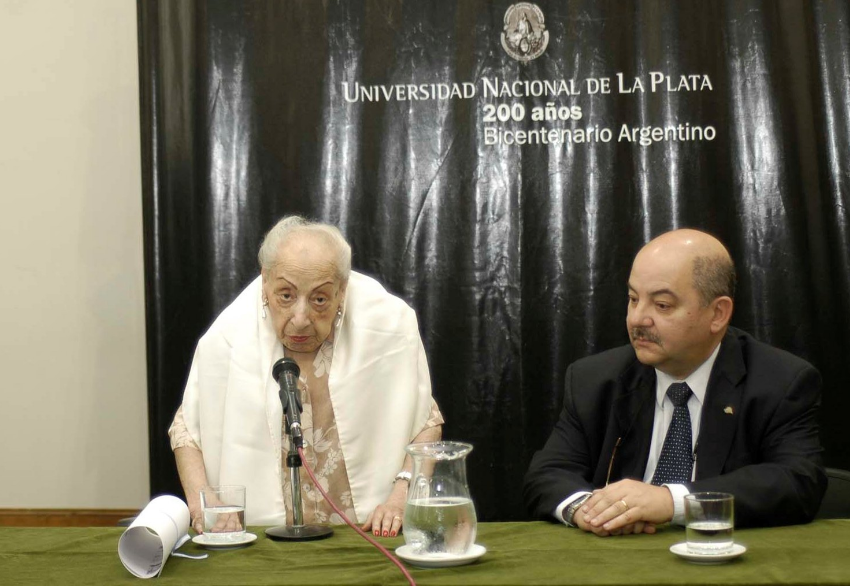
Florentina Gómez Miranda en el acto de reconocimiento como Graduada Ilustre de la UNLP

- En 1999 la Legislatura de la Ciudad Autónoma de Buenos Aires la declaró «ciudadana ilustre».[13]
- El presidente de la UNLP, Fernando Alberto Tauber, le hizo entrega de la distinción de "Graduada Ilustre de la UNLP" el 23 de noviembre de 2010, por su ferviente defensa de los derechos de la mujer. A los 98 años fue la primera egresada en recibir tal distinción desde su creación.[14]

Entre los fundamentos de la resolución se cita: "(Florentina)...ha sido y continúa siendo una activa y reconocida defensora de los derechos de la mujer; derechos que impulsó e inspiró durante toda su vida en sus roles de maestra por vocación, abogada por elección y política por pasión.".
- En 2008 la Fundación Konex le otorgó el Premio Konex mención especial por su valioso aporte a la comunidad.[16]

El 14 de febrero de 2011, Florentina cumplió 99 años, siendo felicitada por figuras del arco político nacional, como los radicales Ricardo Alfonsín, Julio Cobos y Ernesto Sanz. La histórica dirigente radical participó, hasta sus últimos días, de la orgánica, actos y asambleas partidarias en todo el país.
Su salud decayó a mediados de año, falleciendo en Buenos Aires el 1 de agosto de 2011. Sus restos fueron velados en el Congreso Nacional, e inhumados en el Panteón de los Caídos de la Revolución de 1890, en el Cementerio de la Recoleta, siendo la primera mujer en acceder a ese honor.

## Homenajes
El Centro Integral de la Mujer (CIM) ubicado en el barrio de Caballito (Ciudad Autónoma de Buenos Aires) lleva su nombre. La ciudad Bell Ville, ubicada en la provincia de Córdoba, cuenta con el Paseo de la Mujer “Florentina Gómez Miranda” sito en la Avenida Ballesteros esquina Río Quillinzo. Con motivo del Mes de la Mujer, en marzo de 2021, se inauguró en La Pampa una Señal Vial que renombra a la provincia, ubicada en Realicó, en la RN N.º 35. El Honorable Concejo Deliberante de Olavarría entrega todos los años el Premio Florentina Gómez Miranda a un proyecto colectivo liderado por mujeres.